# Julius River
Der Julius River ist ein Fluss im Nordwesten des australischen Bundesstaates Tasmanien.

## Geografie
Der fast zwölf Kilometer lange Julius River entspringt in der Sumac Forest Reserve und fließt nach Nord-Nordosten durch unbesiedeltes Gebiet. Östlich der Trowutta Forest Reserve mündet er in den Arthur River.